# Tribulocarpus
Tribulocarpus je biljni rod iz porodice čupavica kojemu pripadaju tri vrste sukulerntnih polugrmova, uglavnom iz Namibije,  Somalije i Etiopije. Sve tri vrste nekada su bile uključivane u rod Tetragonia.
U analizama u koje su bili uključeni predstavnici iz sve četiri podporodice Aizoaceae, od kojih većina iz Aizooideae i Sesuvioideae, potvrđen je položaj Tribulocarpusa kao sestre ostatku potporodice Sesuvioideae. Utvrđeno je da je Tetragonia retusa dio klade Tribulocarpus sa snažnim osloncem.

## Vrste
1. Tribulocarpus dimorphanthus (Pax) S.Moore
2. Tribulocarpus retusus (Thulin) Thulin & Liede; poznat samo iz tipa sakupljenog 1971.
3. Tribulocarpus somalensis (Engl.) Sukhor.